# 8608 Chelomey
8608 Chelomey eller 1976 YO2 är en asteroid i huvudbältet som upptäcktes den 16 december 1976 av den ryska astronomen Ljudmila Tjernych vid Krims astrofysiska observatorium på Krim. Den är uppkallad efter Vladimir Tjelomej.
Asteroiden har en diameter på ungefär fem kilometer.